# قائمة البعثات الدبلوماسية في أندورا

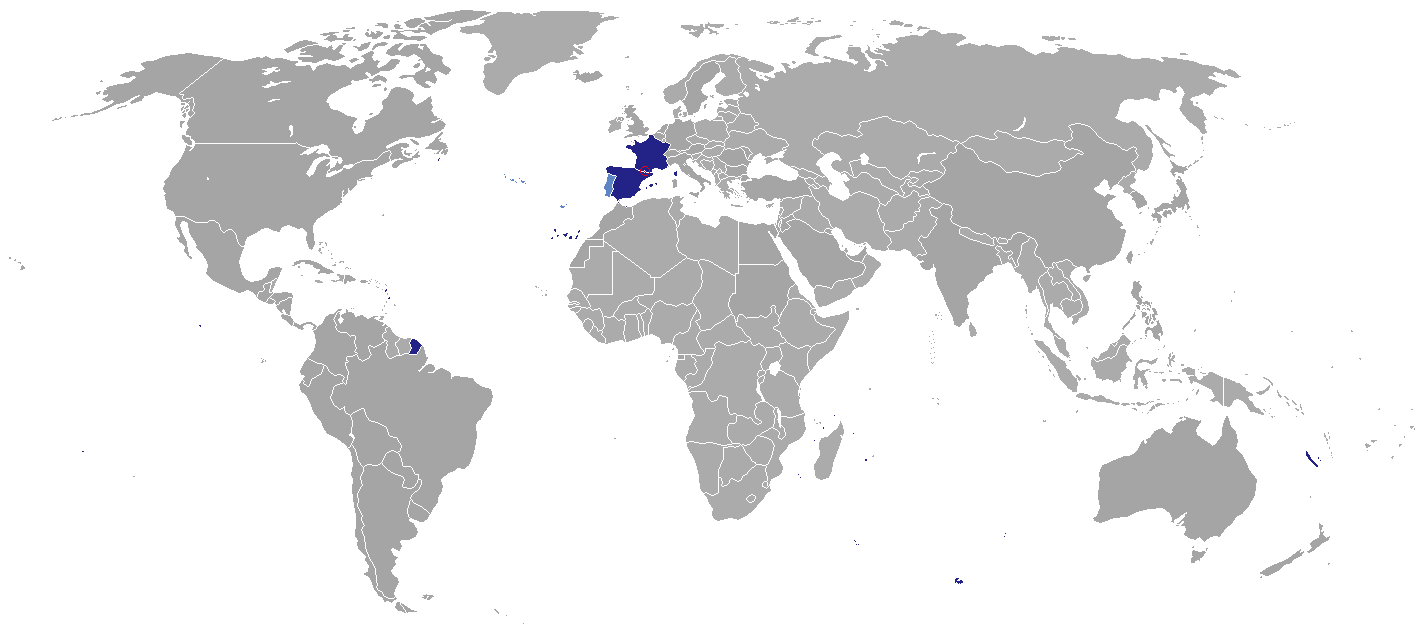
البعثات الدبلوماسية في أندورا

تسرد هذه المقالة البعثات الدبلوماسية إلى إمارة أندورا. أندورا تستضيف سفارتين في عاصمتها أندورا لا فيلا. تعتمد بعض الدول سفيرًا مقيمًا في باريس أو مدريد ، ولكنها تجري علاقات يومية وتقدم خدمات قنصلية من القنصليات العامة في برشلونة أو عن طريق القناصل الفخريين المقيمين في أندورا.

## السفارات

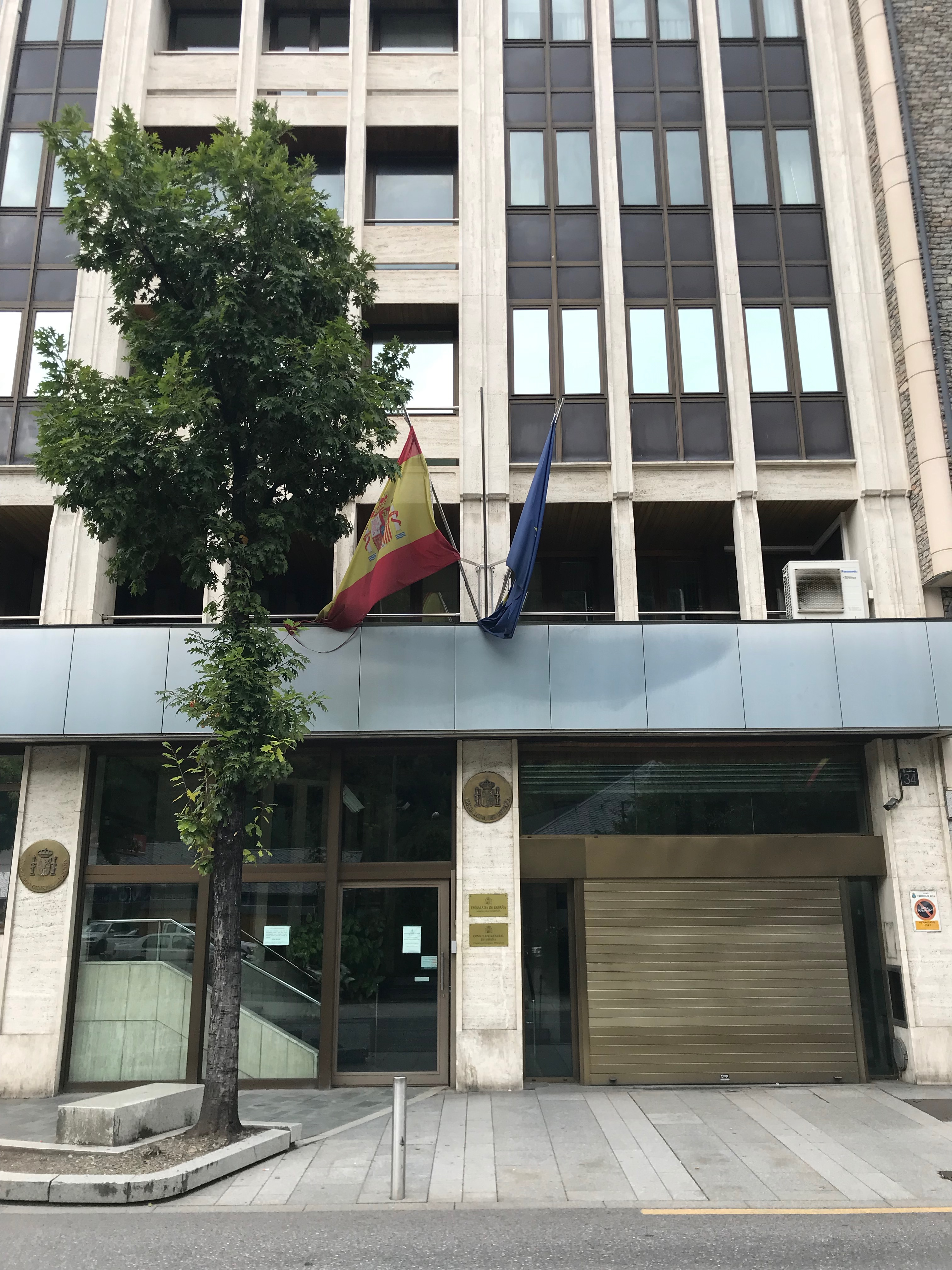
سفارة أسبانيا في أندورا لا فيلا

أندورا لا فيلا
- فرنسا
- إسبانيا

## القنصليات

### القنصليات العامة
تقع جميعها في برشلونة.
- الأرجنتين
- بلجيكا
- كولومبيا
- كوستاريكا
- ألمانيا
- المجر
- أيرلندا
- إيطاليا
- لوكسمبورغ
- السويد
- سويسرا
- المملكة المتحدة
- الولايات المتحدة
- فنزويلا

## السفارات غير المقيمة
كلها في مدريد ما لم يذكر موقع آخر.
- أفغانستان
- ألبانيا
- الجزائر (باريس)
- الأرجنتين
- أرمينيا (باريس)
- أستراليا
- النمسا
- أذربيجان
- باهاماس (لندن)
- البحرين (باريس)
- بنغلاديش
- بلجيكا
- بنين (باريس)
- بوتان (بروكسل)
- البوسنة والهرسك (باريس)
- بوتسوانا (بروكسل)
- البرازيل
- بلغاريا
- كمبوديا (باريس)
- كندا
- تشيلي
- الصين
- كولومبيا
- الكونغو (باريس)
- كرواتيا
- كوبا
- قبرص (باريس)
- جمهورية التشيك
- جمهورية الكونغو الديمقراطية
- الدنمارك
- جمهورية الدومينيكان
- مصر
- السلفادور
- إستونيا
- إسواتيني (بروكسل)
- إثيوبيا (باريس)
- فنلندا
- غامبيا
- ألمانيا
- غانا
- اليونان
- غواتيمالا
- غينيا
- غينيا بيساو (باريس)
- الكرسي الرسولي
- هندوراس
- المجر
- أيسلندا (باريس)
- الهند
- إندونيسيا (باريس)
- إيران
- العراق
- أيرلندا
- إسرائيل
- إيطاليا
- اليابان (باريس)
- الأردن
- كازاخستان
- كينيا
- كوسوفو [ أ ] (باريس)
- الكويت
- قيرغيزستان (بروكسل)
- لاوس (باريس)
- لاتفيا
- لبنان (باريس)
- ليسوتو (لندن)
- ليبيريا (باريس)
- ليختنشتاين (بروكسل)
- ليتوانيا
- لوكسمبورغ
- مدغشقر
- ملاوي (بروكسل)
- ماليزيا
- جزر المالديف (لندن)
- مالطا (فاليتا)
- موريتانيا (باريس)
- المكسيك
- منغوليا
- الجبل الأسود
- المغرب (باريس)
- موزمبيق
- ميانمار (باريس)
- هولندا (باريس)
- نيبال (باريس)
- نيوزيلندا
- نيكاراغوا (باريس)
- نيجيريا
- كوريا الشمالية
- النرويج
- عمان
- باكستان
- بنما
- باراغواي
- بيرو
- الفلبين
- بولندا
- البرتغال
- قطر (باريس)
- رومانيا
- روسيا
- سان مارينو (سان مارينو)
- السعودية
- صربيا
- سيشل (باريس)
- سيراليون (لندن)
- سنغافورة (باريس)
- سلوفاكيا
- سلوفينيا
- الصومال (باريس)
- جنوب إفريقيا
- كوريا الجنوبية
- السودان
- السويد
- طاجيكستان (باريس)
- توغو (باريس)
- تونغا (لندن)
- تايلاند
- تونس
- تركيا
- تركمانستان (باريس)
- أوكرانيا
- الإمارات العربية المتحدة
- المملكة المتحدة
- الولايات المتحدة
- الأوروغواي
- أوزبكستان
- فانواتو (بروكسل)
- فنزويلا (باريس)
- فيتنام (باريس)
- اليمن
- زامبيا (باريس)
- زيمبابوي (باريس)

## روابط خارجية
- باللغة الكتالونية Andorra Diplomatic List